# Desa Karangkamulyan (administrativ by i Indonesien, Banten)
Desa Karangkamulyan är en administrativ by i Indonesien.   Den ligger i provinsen Banten, i den västra delen av landet, 110 km sydväst om huvudstaden Jakarta.